# Krzysztof Kamiński (aktor)
Krzysztof Kamiński (ur. 19 kwietnia 1951 w Piotrkowie Trybunalskim, zm. 13 listopada 2023 tamże) – polski aktor, lektor, reżyser widowisk i spektakli plenerowych. Twórca cyklu płyt z poezją do muzyki filmowej Michała Lorenca – wydał m.in. wiersze (Cypriana Kamila Norwida), Karola Wojtyły, a także kompilację poezji R.M. Rilkego, Tadeusza Borowskiego i Kazimierza Przerwy-Tetmajera pt. „Salome”. W dorobku ma kilka autorskich spektakli i dwa widowiska historyczne.

## Życiorys
Przez kilka lat był związany z Teatrem Powszechnym w Łodzi. W latach 80. wyemigrował do Niemiec. Pracował tam fizycznie na utrzymanie rodziny, lecz ciągle brakowało mu kontaktu z polską kulturą, sztuką, z polskim słowem, aż postanowił na małym magnetofonie nagrać wiersze. Wkrótce pojawiły się efekty: w 1999 roku firma ODSI z Piotrkowa wydała kasetę pod tytułem „Bliżej Boga” z tekstami Karola Wojtyły. W 2002 roku Centrum Kultury Polskiej w Bremie wydało płytę Krzysztofa Kamińskiego, na której recytuje wiersze Borowskiego, Tetmajera i R.M. Rilke do muzyki Michała Lorenca, cenionego na świecie kompozytora muzyki filmowej.
Powrócił do rodzinnego Piotrkowa, gdzie z sukcesami zrealizował dwa widowiska historyczne – w 2007 „Zygmunt August w Piotrkowie” z Jerzym Zelnikiem w roli głównej oraz „Kmicic Europy czyli Sąd nad Krzysztofem Arciszewskim” (2010), gdzie w głównej roli obsadził Olafa Lubaszenkę. Kamiński był współautorem scenariuszy do obu spektakli.
Równolegle podróżował po kraju ze swoim autorskim spektaklem multimedialnym na podstawie płyty „Salome”. Był autorem spektaklu „Miłość jest najważniejsza” – teksty Karola Wojtyły, muzyka Michał Lorenc. Spektakl, który objechał Polskę, Rzym i USA.
Zmarł 13 listopada 2023 w swoim mieszkaniu w Piotrkowie Trybunalskim.

## Filmografia
- 2004–2014: Pierwsza miłość – funkcjonariusz Służby Więziennej
- 2011: Sztos 2 – Bronek Liliput
- 2012: Nad rozlewiskiem – Zdzisio (odc. 1 i 4)
- 2014: Baron24 – żul Teodor
- 2019: Świat według Kiepskich – stara Cyganka (odc. 541)